# Nikki Charm
Nikki Charm est une ancienne actrice américaine de films pornographiques née le 21 février 1966 en Californie.

## Biographie
Nikki Charm de son vrai nom Shannon Louise Eaves est née en 1966 en Californie. Elle eut souvent des rôles de victimes dans ses films à cause de sa petite taille qui la faisait paraître plus jeune et plus faible. Elle était également connue pour sa souplesse dans les scènes qu’elle tournait. Elle débuta au moment où l’actrice Ginger Lynn était au sommet de la popularité. Et tout comme elle, elle fait partie des actrices récompensées par un AVN Awards.
On suspecta un moment qu’elle avait interprété des films alors qu’elle n’était pas encore majeure (tout comme l’actrice Traci Lords). Une enquête fut même lancée pour vérifier son âge. Elle prouva néanmoins son âge et continua sa carrière ensuite.
Entre 1984 et 1991, elle apparut dans presque 50 vidéos. Dans les années 1990, elle apparut de moins en moins souvent dans les films.
En octobre 2002, elle fut arrêtée pour cambriolage et vol de voitures. Condamnée à 5 ans de prison, elle fut libérée avec sursis en décembre 2005.

## Filmographie

### Cinéma
- 1984 : Good Girls Do
- 1985 : Talk Dirty to Me One More Time
- 1986 : Charm School : Samantha
- 1986 : Chastity Johnson
- 1986 : Dressed to Thrill
- 1986 : Life & Loves of Nikki Charm : Nikki
- 1986 : Little American Maid : Volleyball Player
- 1986 : Mouth Watering
- 1986 : Summer Girls
- 1986 : Wild Things II : Nikki Charm (non crédité)
- 1987 : Bad Attitude
- 1987 : California Blondes
- 1987 : In Charm's Way
- 1987 : Jacqueline : Pam
- 1987 : Loose Morals
- 1987 : Nicki
- 1987 : Nightfire
- 1987 : Nikki and the Pom-Pom Girls : Nikki
- 1987 : Sexual Odyssey
- 1987 : Walk on the Wild Side : Rhonda Stillman
- 1988 : A Woman's Touch
- 1988 : Cab-o-lay
- 1988 : Lucky in Love 2
- 1988 : Taste of the Best
- 1989 : Charmed Again
- 1989 : Coming of Age : Sherri
- 1990 : Above and Beyond
- 1993 : Adam & Eve Guide to G-spot Orgasm

## Récompenses
- XRCO Hall of Fame
- AVN Hall of Fame